# 衢州机场
衢州机场位于中华人民共和国浙江省衢州市，是一個位於中國浙江衢州的軍民合用機場，屬於4C級機場。亦是中国人民解放军空军使用的重要的空军基地。机场距离市区极近，紧贴衢州城墙东段，交通便利，具铁路专用线直通衢州站。由于衢州机场地处东海热点地区，军用地位重要，民航服务发展缓慢并时常受到军事活动干扰。衢州市老城区因在飞机主要起降航线上，建筑物高度受到限制。城市向东扩张亦被机场阻断。
衢州机场是衢州航空的运营基地。

## 历史
衢州机场始建于1933年，由于当时国家经济状况进展缓慢。1937年淞沪会战和八一四空战后，衢州的战略地位陡然上升，在极短时间内抢修完成并用于中华民国空军军机起降。1938年日军占领杭州后沿浙赣铁路南下，为阻止日军夺取衢州机场进犯内地，国军破坏了机场并纳入陆军防线的一部分。随着日军在浙江中部一带停止前进，衢州机场于1939年1月被重修以容纳国军飞机。同年6月，空军第十三航空总站在衢州机场成立，统辖附近前线机场。太平洋战争爆发后，国军于41年底扩建机场以供未来中美联合对日作战所需。
1942年4月美國陸軍航空軍詹姆斯·哈羅德·杜立德率领B-25米切尔型轰炸机从大黃蜂号航空母舰上起飞空袭东京时，亦计划以衢州机场作为备降点，但因天气原因被迫跳傘，在遂昌獲農民救助。
因为衢州机场为太平洋战争后距日本本土最近的盟国控制下的大型机场（当时苏日保持中立），故倍受交战双方重视，中日两军围绕衢州机场展开一系列的战役。1942年日军发动浙赣战役，6月3日，国军在撤退前破坏衢州机场。日军占领后立即修复机场供军机起降。8月日军放弃衢州东缩至东阳金华一线，机场再度被破坏，并由国军重修。

### 大事記

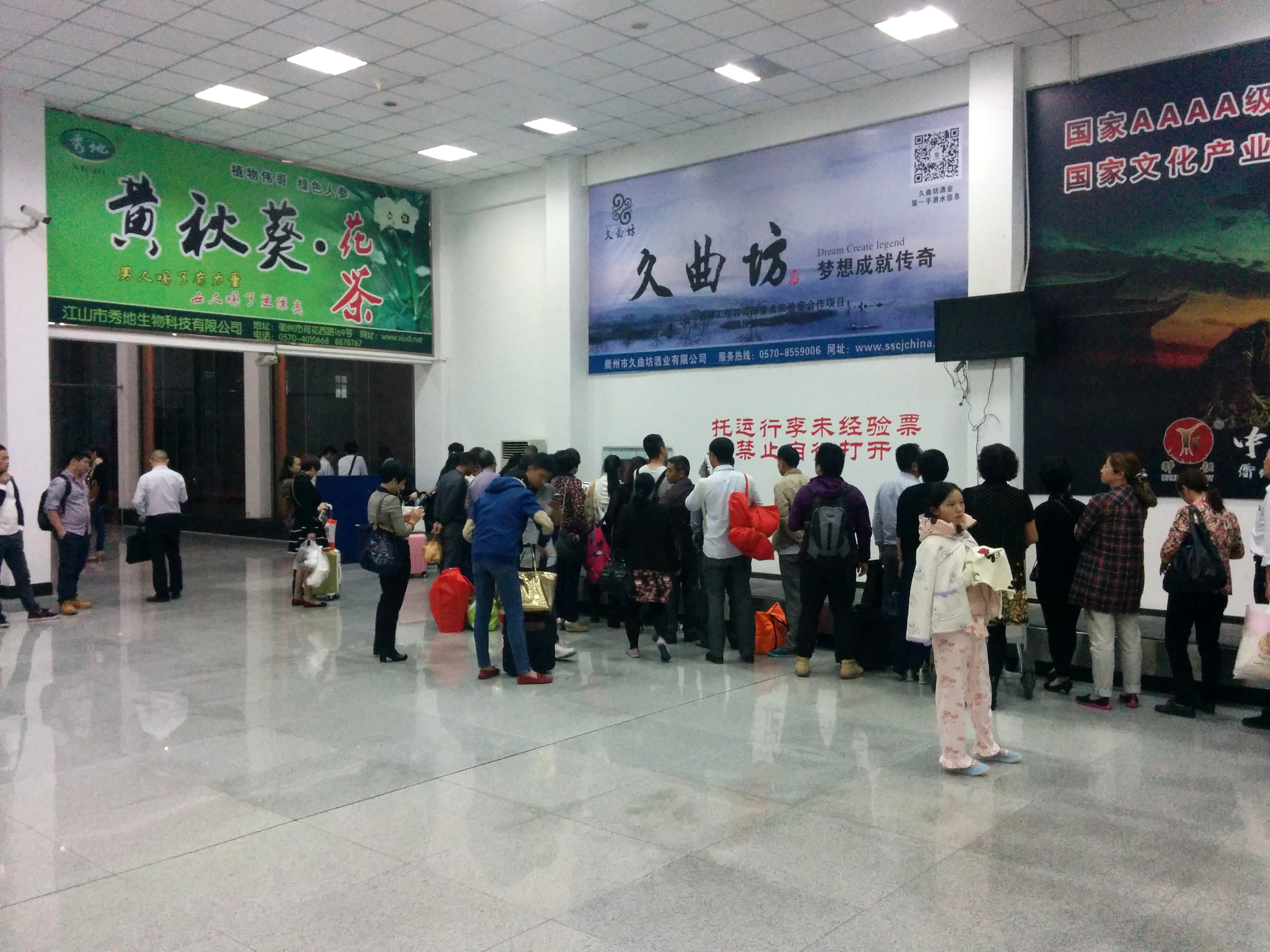
机场的行李提取区

1939年6月，升格为中华民国空军第十三总站，管辖衢州及江西玉山機場，浙江丽水機場，福建建瓯机场
1941年冬珍珠港事件后，机场开始大规模扩建，以备未来美国陆军航空队使用。
1942年6月3日，衢州机场被日军占领。
1954年4月22日，驻衢机场高炮51营击落击伤侵入螺旋桨战机各一架。
1956年6月22日午夜至23日凌晨，時任中國人民解放軍空軍第12師34團團長魯珉駕駛米格-17戰鬥機從衢州機場起飛，在江西省廣豐，上饒地區擊落了中華民國空軍進入大陸的B-17轟炸機一架，首創中華人民共和國國土防空夜間擊落敵機的戰例。
1998年4月27日夜，駐衢中國人民解放軍空軍29師兩架殲-7D型戰鬥機在進行夜航訓練時相撞墜毀，長機（25106）飛行員彈射逃生，僚機（25007）飛行員殉職。
1993年11月26日，衢州机场开通民航服务。

## 航點
2025年夏秋航季（3月30日至10月25日），通航城市25个。
| 航空公司     | 目的地 |
| ------------ | --- |
| 中国国际航空 | 北京/大兴、北京/首都、成都/天府                                                                                  |
| 厦门航空     | 深圳 |
| 山东航空     | 济南、海口 |
| 华夏航空     | 舟山、重庆、鄭州、惠州、湛江、济宁、连云港、贵阳、阿克苏、天津、昆明、南寧、海口、珠海、太原、西安、临汾、哈尔滨 |
| 中国南方航空 | 广州 |

## 軍用機場
衢州機場為中國人民解放軍空軍重要的空軍基地。目前為南京軍區空軍第29師85團，86團駐地，裝備有俄制Su-27戰鬥機，Su-30戰鬥機和殲-7戰鬥機。主要目的是和中華民國空軍，日本航空自衛隊和亞太地區美國空軍及美國海軍相抗衡。2013年底，為增強東海軍事實力，80架殲-10戰鬥機被部署在衢州機場。